# Fort Prinsensten
Fort Prinsensten var et dansk handelsfort i Keta på Guldkysten i det, som i dag er Ghana. Fortets hovedfunktion var slavehandel.  Mange sådanne forter blev bygget på Guldkysten, og Prinsensten er et af de få, som lå øst for floden Volta  Det blev oprindeligt bygget af danske handelsfolk i 1784 som forsvar i krigen mod Anlo Ewe og som forsvar mod andre kolonimagter.  

Fra november 1845 til februar 1847 var fortets befæstning under løjtnant J. W. Svedstrup i åben krig med den lokale konge over slavehandlen og var i 4 1/2 måned under fuld belejring. Et sted mellem 200 og 500 anlo ewe krigere, og mellem 20 og 30 danske soldater døde i kamp. Størstedelen af disse var mulatter, hvoraf fem blev halshugget og fik deres hoveder sat på stejle.
Fortet blev brugt til at opbevare slaver, som ventede på transport til Caribien. I 1850 blev det solgt til Storbritannien. Fortet blev i en periode brugt som fængsel, før det i 1980 delvist blev ødelagt af havet.  Ruinerne af fortet besøges i dag af turister. 